# 武市庫太

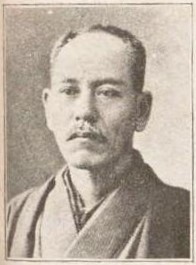
武市庫太

武市 庫太（たけいち くらた、1863年12月5日（文久3年10月25日） - 1924年（大正13年）10月20日） は、明治から大正期の農業指導者、政治家。衆議院議員。諱・英髦。号・蟠松、子明、雪燈。

## 経歴
伊予国伊予郡永田村（現愛媛県伊予郡北伊予村を経て現松前町永田) で、庄屋・武市元衛（英範）、ハルの長男として生まれた。叔父・武市英俊から学び、郡中の武智五友の私塾で漢学を修めた。上高柳の墨水小学校で村井俊明から教えを受け、松山中学校（現愛媛県立松山東高等学校）に進み、同志社英学校で学んだが、父の病のため帰郷し、1883年（明治16年）8月に家督を相続した。
北伊予村会議員、伊予郡勧業委員、同郡徴兵参事員、学務委員、北伊予村助役などを務めた。1894年（明治27年）3月、愛媛県会議員に選出され2期在任し、同常置委員も務めた。1896年（明治29年）愛媛県農会が設立され初代会長に就任した。
1898年（明治31年）3月の第5回衆議院議員総選挙で愛媛県第1区に自由党所属で出馬して初当選。以後、第11回総選挙まで5回再選され、衆議院議員に通算6期在任した。
1915年（大正4年）大浦事件で検挙され、1916年（大正5年）6月、高松地方裁判所で懲役3か月・執行猶予3年の判決を受けた。これにより勲四等及び韓国併合記念章、大礼記念章を褫奪された。

## 人物
松山中学校では正岡子規と交流し、のちに俳句の指導を受けた。

## 国政選挙歴
- 第5回衆議院議員総選挙（愛媛県第1区、1898年3月、自由党）当選[6]
- 第6回衆議院議員総選挙（愛媛県第1区、1898年8月、憲政党）当選[6]
- 第7回衆議院議員総選挙（愛媛県郡部、1902年8月、帝国党）次点落選[9]
- 第8回衆議院議員総選挙（愛媛県郡部、1903年3月、帝国党）当選[9]
- 第9回衆議院議員総選挙（愛媛県郡部、1904年3月、帝国党）当選[9]
- 第10回衆議院議員総選挙（愛媛県郡部、1908年5月、立憲政友会）当選[10]
- 第11回衆議院議員総選挙（愛媛県郡部、1912年5月、立憲政友会）当選[10]
- 第12回衆議院議員総選挙（愛媛県郡部、1915年3月、無所属）落選[10]